# 스노카이팅
스노카이팅(Snowkiting)은 스키 또는 스노우 보드를 신고 해상에서 연을 사용하여, 설원이나 눈 슬로프를 달리는 스포츠이다.

## 같이 보기
- 스키
- 스노보드